# Welcome to the Other Side
Welcome to the Other Side ist ein am 10. September 2021 unter dem Label von Columbia, Sony Music erschienener Konzertmitschnitt und Livealbum des französischen Musikers Jean-Michel Jarre.

## Besonderheit
Neben der digitalen Vermarktung per Streaming- und Handelsplattformen beinhaltet das Doppelpack aus CD und Blu-ray Disc den etwa 51-minütigen Konzertmitschnitt eines live aufgeführten VR-Konzertes sowie Hintergrundinformationen und Bonusmaterial. Beginnend während der letzten Stunde der Silvesternacht des 31. Dezember 2020 und endend in der ersten Stunde des 1. Januar 2021 fand die Veranstaltung in der digital rekonstruierten Kathedrale Notre-Dame statt. Um diesen Eindruck zu erwecken, wurde Jean-Michel Jarre in einem Studio mit diversen Sensoren ausgestattet, die seine Bewegungen und sein Spiel auf den Instrumenten in die virtuelle Welt übertrugen. Kurze Einspielungen aus diesem Studio zeigen Jarre bei seiner Darbietung in der realen Welt.
Wenngleich Jarre bereits zuvor virtuelle Ereignisse und Shows in Echtzeit geleitet hatte, war dieses Konzert in seinem Umfang des Live-Streamings etwas Besonderes, denn normalerweise werden solche Konzerte zunächst aufgezeichnet und erst dann wiedergeben. Laut Pollstar-Live-Streaming Charts wohnten bis zu 75.000.000 Zuseher dem Ereignis bei, was Jarre den ersten Platz der Streamings zur Jahreswende einbrachte.
Gespielt wurden von Jean-Michel Jarre sowohl überarbeitete Remixe als auch moderne Versionen seiner Klassiker aus 45 Jahren sowie aktuellere Stücke aus der Electronica-Phase.

## Titelliste
| Titel # | CD Audio                                          |      | BLU-RAY                                                |       |
| ------- | ------------------------------------------------- | ---- | ------------------------------------------------------ | ----- |
| 1       | The Opening                                       | 3:29 | Welcome to the Other Side, the Concert                 | 51:02 |
| 2       | Oxygene 2 (JMJ Rework of Kosinski Remix)          | 4:33 | Masterclass, Forum des Images                          | 97:44 |
| 3       | The Architect                                     | 3:21 | Making of, Behind the Scenes                           | 15:04 |
| 4       | Oxygene 19                                        | 3:48 | Album 5.0 Mix (TRUE HD 5.0 and DT-HD MASTER AUDIO 5.0) | 44:50 |
| 5       | Oxygene 8                                         | 2:43 |                                                        |       |
| 6       | Zero Gravity                                      | 4:33 |                                                        |       |
| 7       | Exit                                              | 4:58 |                                                        |       |
| 8       | Equinoxe 4                                        | 3:22 |                                                        |       |
| 9       | Stardust                                          | 2:52 |                                                        |       |
| 10      | Herbalizer                                        | 3:53 |                                                        |       |
| 11      | Oxygene 4 (JMJ Rework of Astral Projection Remix) | 3:52 |                                                        |       |
| 12      | The Time Machine                                  | 4:10 |                                                        |       |